# 阿根廷全国篮球联赛
阿根廷全国篮球联赛（缩写为LNB），为阿根廷国内最高级别的职业篮球联赛。该联赛由阿根廷篮球俱乐部协会管理。
阿根廷全国足球联赛目前分为2个级别，甲级联赛（Liga A）、乙级联赛。

## 甲级联赛
甲级联赛现有16支球队，按照其地理位置分为南区、北区两个组。
甲级联赛分为常规赛与季后赛。常规赛分为两个阶段，第1阶段，南北两个区的球队分别进行主客场双循环比赛；第2阶段，甲级联赛全部球队进行主客场双循环赛。第1阶段积分乘以50%加上第2阶段的积分为常规赛总积分。
根据常规赛积分，
- 第1至第4名球队，直接进入季后赛。这些球队将获得主场优先权。
- 第5至第12名球队，通过系列赛产生进入季后赛的第5至第8支球队。
- 第13名至第16名球队，通过系列赛决定保级或降级。

## 乙级联赛
甲级联赛现有21支球队，按照其地理位置分为南区、北区两个组。

## 冠军统计
| 球队               | 冠军 | 亚军 | 上次夺冠 |
| ------------------ | ---- | ---- | -------- |
| 科尔多瓦阿特纳斯   | 9    | 7    | 2008–09  |
| 博卡青年           | 3    | 3    | 2006–07  |
| 西部铁路           | 3    | 1    | 1989     |
| 马德普拉塔佩纳罗尔 | 4    | 2    | 2011–12  |